# Tower of Winds
Tower of Winds (in giapponese 風の塔, in italiano Torre dei Venti) è una torre costruita a Yokohama nel 1986. L'autore è l'architetto giapponese Tojo Itō.
Il progetto non si presenta come un nuovo edificio, ma come una trasformazione di una torre di cemento armato esistente costruita negli anni '60 con una funzione di serbatoio d'acqua per l'impianto di climatizzazione e un impianto di ventilazione per un centro commerciale sottostante. La decisione di ridisegnare la struttura è arrivata in occasione del trentesimo anniversario dell'apertura della vicina stazione di Yokohama, Nishi-guchi. Il progetto di Tojo Itó è stato una delle dieci proposte presentate da vari architetti e designer ed è stato scelto per la sua capacità di trasformare un edificio anonimo in un forte elemento e attrattiva estetica urbana.